# 堺筋野村ビルディング

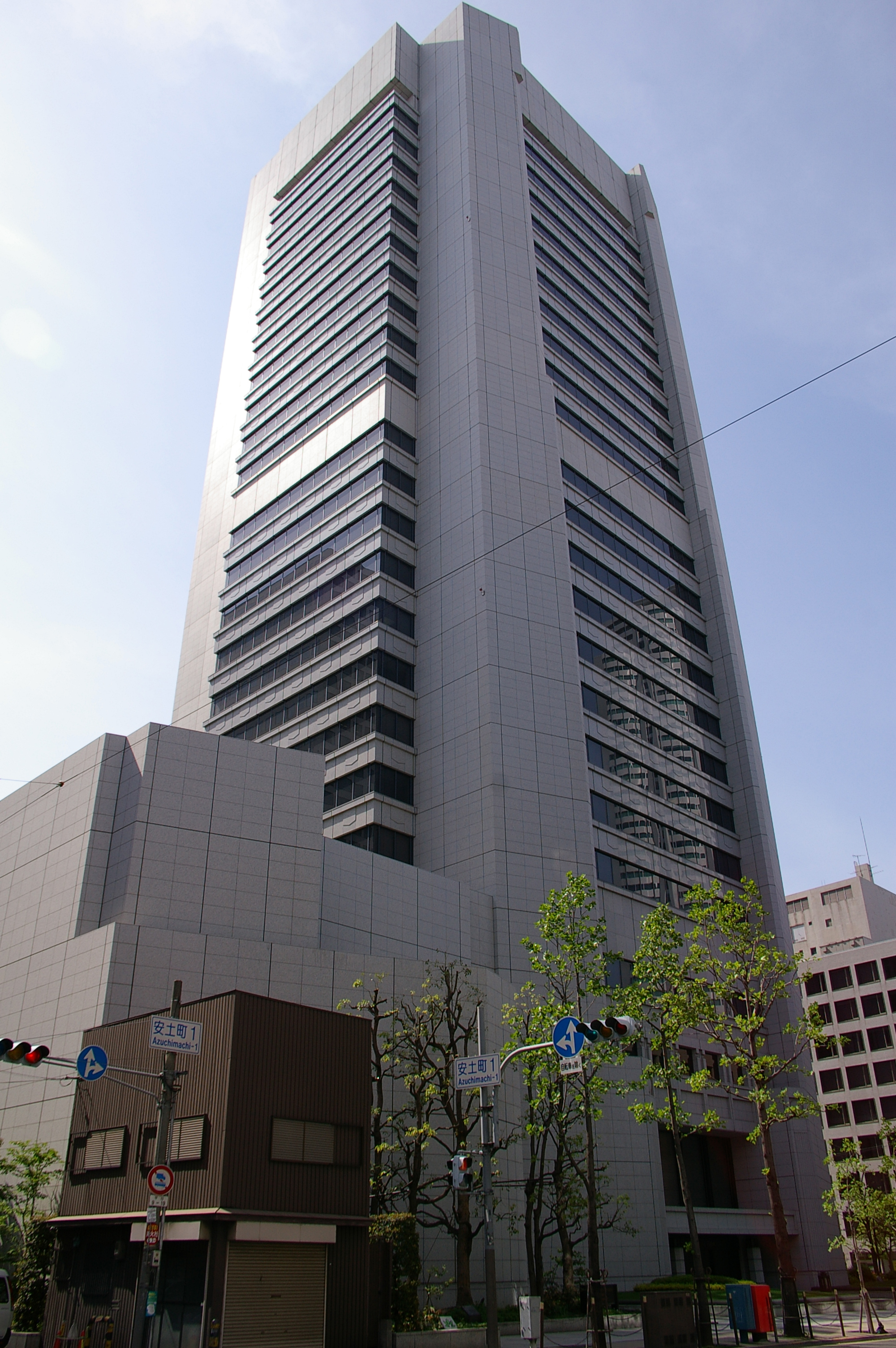
堺筋野村ビルディングの跡に建つ旧大和銀行本店ビル

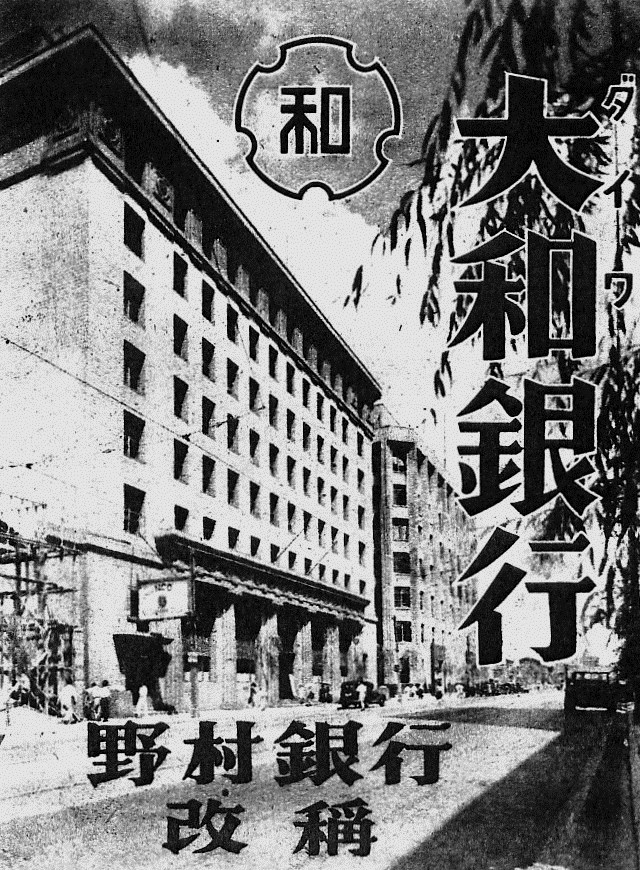
堺筋野村ビルディングと第二野村ビルディング

堺筋野村ビルディング（さかいすじのむらビルディング）は、かつて日本の大阪府大阪市中央区備後町二丁目にあった建築物である。別称は野村ビルディング、第一野村ビルディング、大阪野村ビルディング、大和銀行本店ビルなど。

## 沿革
大阪野村銀行（後の野村銀行、大和銀行、現・りそな銀行）が最初に本店を構えたのは、大阪府大阪市東区安土町二丁目61番地の地であった。それは同行の業容の拡大に伴い狭隘になったので、野村商店が移転した後の跡地である大阪府大阪市中央区備後町二丁目2番1号（1976年時点では大阪府大阪市東区備後町二丁目21番地）の地において、同行本店ならびに野村商店の用に供する総合建物を建設することが計画された。
かくして1921年（大正10年）7月地鎮祭挙行の上、1922年（大正11年）1月起工され、1924年（大正13年）2月竣工を遂げた。野村家長の意思により、野村商店は入居せず銀行単独での使用となり、同月12日より同行が本店をおいた。当初2階には野村合名会社（野村財閥）の本拠が設けられ、3階以上は貸室にあてられた。また1926年（大正15年）11月からは野村徳七の意思によって、大阪高等商業学校関係者の会である有恒倶楽部（現・大阪市立大学有恒会）に会館として提供された。
第二次世界大戦で日本が敗戦した後の1945年（昭和20年）11月15日には、占領軍が6階ならびに7階にあった有恒倶楽部を接収し、1952年（昭和27年）5月1日の接収解除まで供された。
1956年（昭和31年）12月26日には敷地西側に接して新館が増築され、既存の建物は旧館とされた。さらに1957年（昭和32年）2月から1958年（昭和33年）7月にかけては旧館の改修工事が行われた。
然るに1980年代後半を迎えると、同行では来る創業70周年（1988年〈昭和63年〉）に向け、旧館・新館ならびに街区内の安土町大和ビル・同別館・工業繊維ビルの敷地をまとめて超高層建物を建設しようとする議が起った。よって1987年（昭和62年）6月より周辺建物への移転が開始され、同年10月9日には1階営業室において「お別れコンサート」が催された後、ついに同年12月1日解体清祓式の執行に至り取り壊された。
そして1991年（平成3年）7月、跡地に大和銀行本店ビル（現・りそな銀行本社ビル）が竣工した。

## 建築概要
旧館の設計は片岡安によるものである。
新館は鉄筋コンクリート構造の地下2階、地上7階建てにして延床面積約10,100平方メートル（3,044坪）の規模がある。設計は安井事務所。施工は大成建設。
呼称について、隣接の第二野村ビルディングは大和銀行の信託部門ならびにその前身の信託銀行が入居したため信託ビルなどと呼ばれたことに対して、銀行ビルとも呼ばれた。